# (35056) Cullers
(35056) Cullers est un astéroïde de la ceinture principale aréocroiseur.

## Description
(35056) Cullers est un astéroïde aréocroiseur. Il présente une orbite caractérisée par un demi-grand axe de 2,45 UA, une excentricité de 0,32 et une inclinaison de 23,5° par rapport à l'écliptique.

## Compléments